# Anna Haarup Munch
Anna Haarup Munch (30 maggio 2005) è un'attrice danese.
Anna Munch è stata la protagonista (o co-protagonista) di alcune serie televisive per ragazzi di grande successo nazionale, trasmesse in Danimarca dal 2016 dalla rete televisiva Dr Ultra.

## Biografia
La Munch ha interpretato il ruolo di Ida, una ragazza che frequenta una Folkeskole danese (ad un livello pari alla scuola media italiana) nella serie televisiva Klassen trasmessa dal 2016, e nel relativo spin-off natalizio Klassens perfekte jul.
Nella serie TV Akavet, del 2020, Anna Munch interpreta il ruolo di Tone, una ragazza delle prime classi delle scuole medie superiori.
Anna Haarup Munch è inoltre attiva sui Social network principali, ed ha un canale YouTube

## Filmografia

### Televisione
- Klassens perfekte jul – serie TV, 24 episodi (2018)
- Klassen – serie TV, 117 episodi (2018-2019)

- Centrum – serie TV, episodi 2x1 (2020)
- Julefeber – serie TV, 9 episodi (2020)
- Akavet – serie TV, 75 episodi (2020-2021)

### Reality TV
- Designtalenterne, DR-Ultra, 2016-in corso (2021), stagione VII, episodio 7 (ottobre 2020): Anna Munch og det alt for små tøj[6][7]
- Værste venner, DR-Ultra; stagione I, episodio 1: Anna har det max akavet! (novembre 2020) [8][9]
- Julefeber talkshowet med Jannik Schow, DR-Ultra; stagione I, episodio 2: Maria og Annas pinligste hemmeligheder (dicembre 2020) [10][11]